# شاخه هوایی نیروی دفاعی آنتیگوآ و باربودا
بال هوایی نیروی دفاع آنتیگوا و باربودا شاخه هوایی نیروی دفاعی آنتیگوا و باربودا می‌باشد. مأموریت این سازمان شامل انتقال نیرو، تخلیه پزشکی، واکنش در برابر بلایای طبیعی و جستجو و نجات است. این واحد در ۱۲ آوریل ۲۰۲۲ (۲۳ فروردین ۱۴۰۱ خورشیدی) راه اندازی شده و عملیات خود را تنها با یک فروند هواپیما آغاز کرد، هواپیمای دوم در سپتامبر ۲۰۲۳ وارد خدمت شد. از آن زمان به بعد بال هوایی نیروی دفاع آنتیگوا و باربودا، برای خرید یک هلیکوپتر و همچنین یک هواپیماهای دیگر ابراز علاقه کرده است. ناوگان فعلی در حال حاضر در آشیانه Calvin Air در فرودگاه بین‌المللی و. س. برد مستقر هستند، اما قرار است به آشیانه مناسب تری نقل مکان کنند.

## هواگردها

### ناوگان فعلی
| هواگرد                    | مبدا ساخت           | ماموریت | گونه                | تعداد در حال خدمت | توضیحات |
| ترابری                    | ترابری              | ترابری  | ترابری              | ترابری            | ترابری  |
| ------------------------- | ------------------- | ------- | ------------------- | ----------------- | ------- |
| بریتن-نورمن بی‌ان-۲ آیلندر | بریتانیا            | ترابری  |                     | ۱                 |         |
| پایپر پی‌ای-۳۱ ناواجو      | ایالات متحده آمریکا | ترابری  | PA-31-350 Chieftain | ۱                 |         |